# Trichomyia
Trichomyia är ett släkte av tvåvingar som beskrevs av Alexander Henry Haliday 1839. Trichomyia ingår i familjen fjärilsmyggor.

## Dottertaxa tillTrichomyia, i alfabetisk ordning[1][2]
- Trichomyia acanthostylis
- Trichomyia ancyropenis
- Trichomyia annae
- Trichomyia annectens
- Trichomyia antiquaria
- Trichomyia armata
- Trichomyia aurea
- Trichomyia barbata
- Trichomyia barrettoi
- Trichomyia batu
- Trichomyia bifalcata
- Trichomyia biloba
- Trichomyia biuncata
- Trichomyia botosaneanui
- Trichomyia bou
- Trichomyia brachypenis
- Trichomyia brasilensis
- Trichomyia brevitarsa
- Trichomyia brochata
- Trichomyia buchholzi
- Trichomyia bulbosa
- Trichomyia caelibata
- Trichomyia californica
- Trichomyia capitanea
- Trichomyia capsulata
- Trichomyia carlestolrai
- Trichomyia cauga
- Trichomyia chepuensis
- Trichomyia cirrata
- Trichomyia clavellata
- Trichomyia complexa
- Trichomyia congoensis
- Trichomyia contigua
- Trichomyia coronula
- Trichomyia coutinhoi
- Trichomyia crucis
- Trichomyia danieli
- Trichomyia declivivena
- Trichomyia discalis
- Trichomyia divaricata
- Trichomyia divergens
- Trichomyia dlinzae
- Trichomyia dolichakis
- Trichomyia dolichopogon
- Trichomyia dolichostylis
- Trichomyia dolichothrix
- Trichomyia eatoni
- Trichomyia edwardsi
- Trichomyia fairchildi
- Trichomyia falcata
- Trichomyia fergusoni
- Trichomyia festiva
- Trichomyia figuieroai
- Trichomyia flinti
- Trichomyia fluminensis
- Trichomyia furtiva
- Trichomyia fusca
- Trichomyia glomerosa
- Trichomyia hawaiiensis
- Trichomyia humerosa
- Trichomyia iarae
- Trichomyia incomplex
- Trichomyia inermis
- Trichomyia inopis
- Trichomyia intricata
- Trichomyia itabunensis
- Trichomyia itocoae
- Trichomyia ivani
- Trichomyia jugabilis
- Trichomyia juxta
- Trichomyia kenricki
- Trichomyia kostovi
- Trichomyia leei
- Trichomyia lyrata
- Trichomyia madsoni
- Trichomyia malaya
- Trichomyia malickyi
- Trichomyia manni
- Trichomyia masneri
- Trichomyia mecocera
- Trichomyia minima
- Trichomyia mishi
- Trichomyia nebulicola
- Trichomyia noctivolata
- Trichomyia nocturna
- Trichomyia nodosa
- Trichomyia nuda
- Trichomyia oahuensis
- Trichomyia onorei
- Trichomyia paenefalcata
- Trichomyia palauensis
- Trichomyia palmata
- Trichomyia parafalcata
- Trichomyia paranoctivolata
- Trichomyia parvula
- Trichomyia pedicillata
- Trichomyia pedrabranquensis
- Trichomyia piricornis
- Trichomyia pollex
- Trichomyia propinqua
- Trichomyia pseudodactylis
- Trichomyia ptilotis
- Trichomyia quadrispinosa
- Trichomyia quatei
- Trichomyia queirozi
- Trichomyia ramalhoi
- Trichomyia ransangi
- Trichomyia rawlinsi
- Trichomyia reducta
- Trichomyia repanda
- Trichomyia riodocensis
- Trichomyia sattelmairi
- Trichomyia saurotis
- Trichomyia sequoiae
- Trichomyia serrajiboiensis
- Trichomyia silvatica
- Trichomyia singularis
- Trichomyia smithi
- Trichomyia squamosa
- Trichomyia sulbaianensis
- Trichomyia swinhoei
- Trichomyia tanypenis
- Trichomyia teimosensis
- Trichomyia travassosi
- Trichomyia triaina
- Trichomyia triangularis
- Trichomyia trifida
- Trichomyia triflis
- Trichomyia tritruncula
- Trichomyia trivialis
- Trichomyia trukensis
- Trichomyia uncinata
- Trichomyia urbica
- Trichomyia vargasi
- Trichomyia wasmanni
- Trichomyia vazi
- Trichomyia wirthi
- Trichomyia xaniostylis